# Clément Secchi
Clément Secchi (Aix-en-Provence, 4 de mayo de 2000) es un deportista francés que compite en natación.
Participó en los Juegos Olímpicos de París 2024, obteniendo una medalla de bronce en la prueba de 4 × 100 m estilos.
Ganó una medalla de plata en el Campeonato Europeo de Natación de 2022, en la prueba de 4 × 100 m estilos.
Estudió el grado de Comercio en la Universidad McGill y el máster de Negocio en la Universidad de Misuri.

## Palmarés internacional
| Juegos Olímpicos   | Juegos Olímpicos | Juegos Olímpicos  | Juegos Olímpicos  |
| Año                | Lugar            | Medalla           | Prueba            |
| ------------------ | ---------------- | ----------------- | ----------------- |
| 2024               | París (Francia)  | Medalla de bronce | 4 × 100 m estilos |
| Campeonato Europeo |                  |                   |                   |
| Año                | Lugar            | Medalla           | Prueba            |
| 2022               | Roma (Italia)    | Medalla de plata  | 4 × 100 m estilos |